# Mombasius gracilentus
Mombasius gracilentus là một loài bọ cánh cứng trong họ Cerambycidae.